# Rímur
| Extracte de Núma rímur  |
|                         |
| Extracte de Númar rímur |
|                         |

A la literatura islandesa, una ríma (literalment una rima, pl. rímur) és una epopeia escrita dins dels rímnahættir ("paràmetres del rímur"). Són rimes, presentant una al·literació i consisteix en 2 a 4 línies per estrofa. Hi ha centenars de característiques que defineixen als rímur, explicant variacions (Sveinbjörn Beinteinsson proposa 450 variacions en la seva Háttatal), Però poden ser agrupades dins de 10 famílies. El plural, rímur, és també utilitzat com un plural ordinari, donant a entendre dos o més rímur, però també el terme és usat per descriure obres extenses, les quals contenen més d'una ríma com un tot. L'obra Ólafs ríma Haraldssonar parla una història sobre Olaf II el Sant en una ríma, mentre Núma rímur és una part que compon l'epopeia Numa Pompili.
Les primeres rímur daten del segle xiv. Ólafs ríma Haraldssonar, preservat en Flateyjarbók, és de vegades considerat una de les més antigues ríma mentre Skíðaríma i Bjarkarímur són altres exemples de les antigues rímur. Les rímur es van formar a través de la Poesia escàldica amb influències de les epopeies continentals. Durant segles van ser la principal demostració de la poesia èpica a Islàndia. En l'àmplia majoria dels casos els cicles de les rímur van ser compostes a partir d'històries ja existents.
Al segle xix el poeta Jónas Hallgrímsson va publicar una crítica influent en un cicle de rímur de Sigurður Breiðfjörð i del gènere en total. Al mateix temps Jónas i altres poetes romàntics van anar incloent noves formes continentals en els versos dins de la literatura islandesa, i és on la popularitat del rímur comença a declinar. No obstant això, molts dels poetes islandesos dels segles xix i xx van seguir component rímur, tals com Bólu-Hjálmar, Sigurður Breiðfjörð, Einar Benediktsson, Steinn Steinarr, Örn Arnarson i Þórarinn Eldjárn. A la fi del segle XX Sveinbjörn Beinteinsson va ser el més reconegut dels compositors de rímur.
Steindór Andersen és actualment l'intèrpret de rímur més actiu a Islàndia, sovint col·labora amb la banda Sigur Rós i també contribueix en algunes obres de Hilmar Örn Hilmarsson.